# Telipogon vasquezii
Telipogon vasquezii är en orkidéart som beskrevs av Dodson. Telipogon vasquezii ingår i släktet Telipogon och familjen orkidéer.
Artens utbredningsområde är Bolivia. Inga underarter finns listade i Catalogue of Life.